# Жозеф Жофр
Жозеф Жак Сезар Жофр (фр. Joseph Jacques Césaire Joffre; Ривалт, 12. јануар 1852 — Париз, 3. јануар 1931), француски маршал, био је творац ратног плана Француске у Првом светском рату и победник битке на Марни 1914. Крајем 1916. смењен са положаја главнокомандујућег француских армија због неуспеха у операцијама 1915. и 1916.
Додељен му је Краљевски орден Карађорђеве звезде.
Повлачење наших савезника - Срба, у околностима у којима је извршено, превазилази по страхотама све што је у историји до сада као најстрашније забележено. — маршал Жофр о Албанској голготи